# Orchestre symphonique de Volgograd

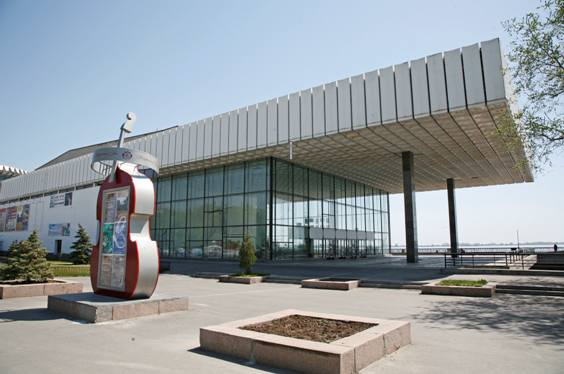
La salle centrale de concert de Volgograd qui abrite l'orchestre symphonique de Volgograd.

L'orchestre symphonique académique de Volgograd (Волгогра́дский академи́ческий симфони́ческий орке́стр) est le principal ensemble symphonique de l'oblast de Volgograd en Russie, basé à Volgograd.

## Histoire

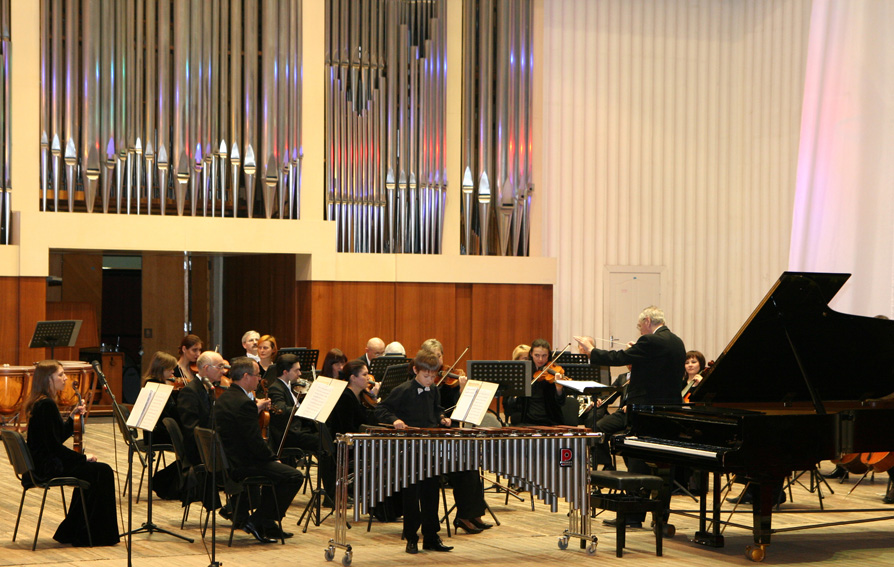
L'orchestre en 2008.

Cet orchestre symphonique est formé en 1987 sous les auspices d'Edouard Serov, chef d'orchestre principal et directeur artistique de l'orchestre, nommé artiste du peuple de la fédération de Russie. L'orchestre est composé de musiciens provenant de différents conservatoires du pays. Les débuts de l'orchestre au complet ont lieu le 2 février 1988 et dès cette saison 1988/1989 des programmes spéciaux, des cycles par abonnement, et des concerts réguliers se tiennent à Volgograd, ce qui signifie par la suite 60 à 80 concerts par saison. L'orchestre est basé à la salle centrale de concert de Volgograd et il donne ausi des concerts dans d'autres salles de Volgograd et de la région de la Volga.
L'orchestre effectue aussi des tournées depuis 1990 à l'étranger, cette année-là en Finlande, en Suède et au Danemark, puis en Italie, en Allemagne, au Danemark, en Espagne, en France, en Suisse, en Autriche, en Belgique, en Hollande, en Slovaquie et aux États-Unis. Il donne aussi des concerts dans différentes villes de Russie, notamment à la salle Tchaïkovski de Moscou et à Saint-Pétersbourg. Il prend part à des festivals internationaux, comme La Musique romantique à Saas-Fee (Suisse), L'Été musical de Baden-Baden (Allemagne), Musique pour la paix (France), Festival Rachmaninov (Tambov) et à des festivals de Noël en Italie et en Espagne.
L'orchestre de Volgograd reçoit le titre d'académique en 1995.
Le répertoire de l'orchestre comprend plus d'un millier d'œuvres de compositeurs classiques russes et étrangers et de productions contemporaines. C'est un répertoire large du point de vue stylistique et de genre qui va de Bach à Messiaen, ou de Mozart à Webern...
Dirigé par Edouard Serov, l'orchestre a enregistré une dizaine de CD, édités par MILS , Es-dur , Stylinart , Northern Flowers. Ce sont entre autres des œuvres de Tchaïkovski, Glinka, Rimski-Korsakov, Liadov, Debussy, Ravel, Poulenc, etc.
Il organise chaque année un concours international Symphonia pour la jeunesse et un concours international de jeunes pianistes Pavel Serebriakov.

## Chefs d'orchestre principaux

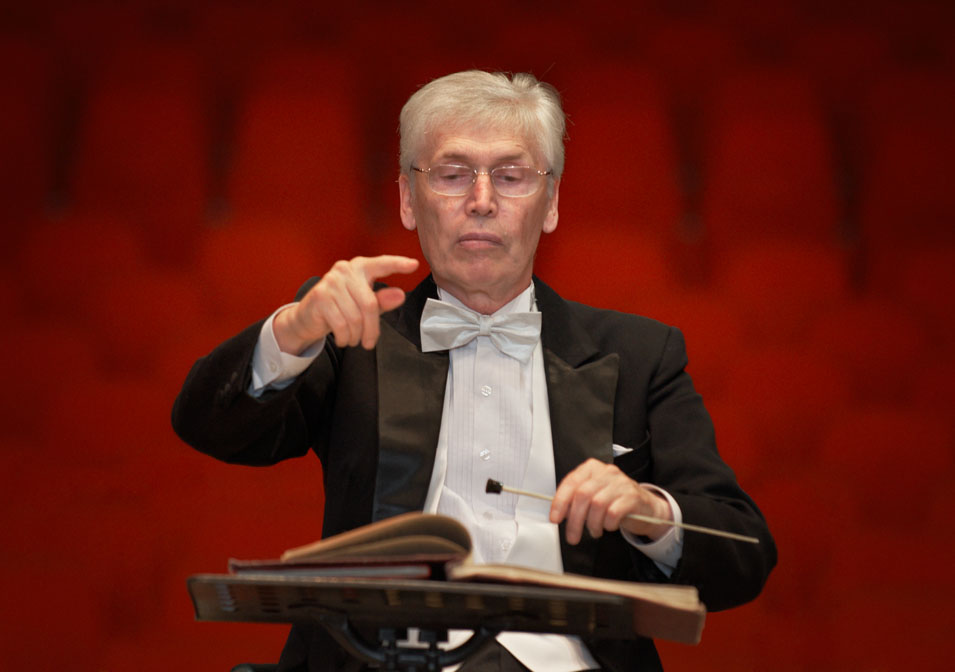
Edouard Serov

- Edouard Serov, chef d'orchestre principal de la fondation de l'orchestre en 1987 jusqu'à sa mort en 2016.
- Son fils, Iouri Serov, directeur jusqu'alors de l'école de musique Moussorgski de Saint-Pétersbourg, assure l'intérim en 2016-2017[1],[2],[3].
- Andreï Anikhanov, depuis le 11 septembre 2017[4].